# Ducado de Württemberg

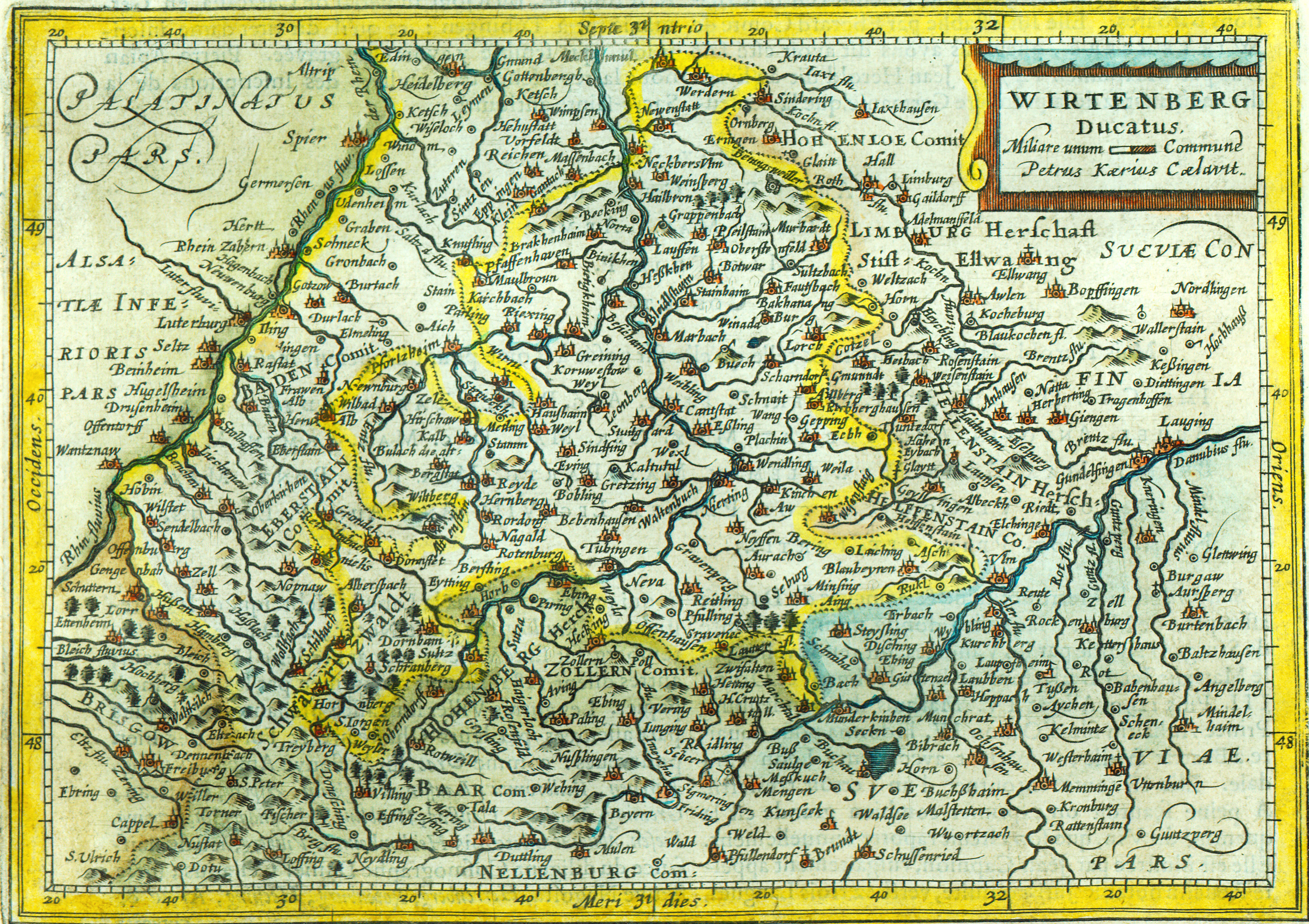
Mapa topográfico do Ducado de Württemberg, no Sul da Alemanha, c. 1619.

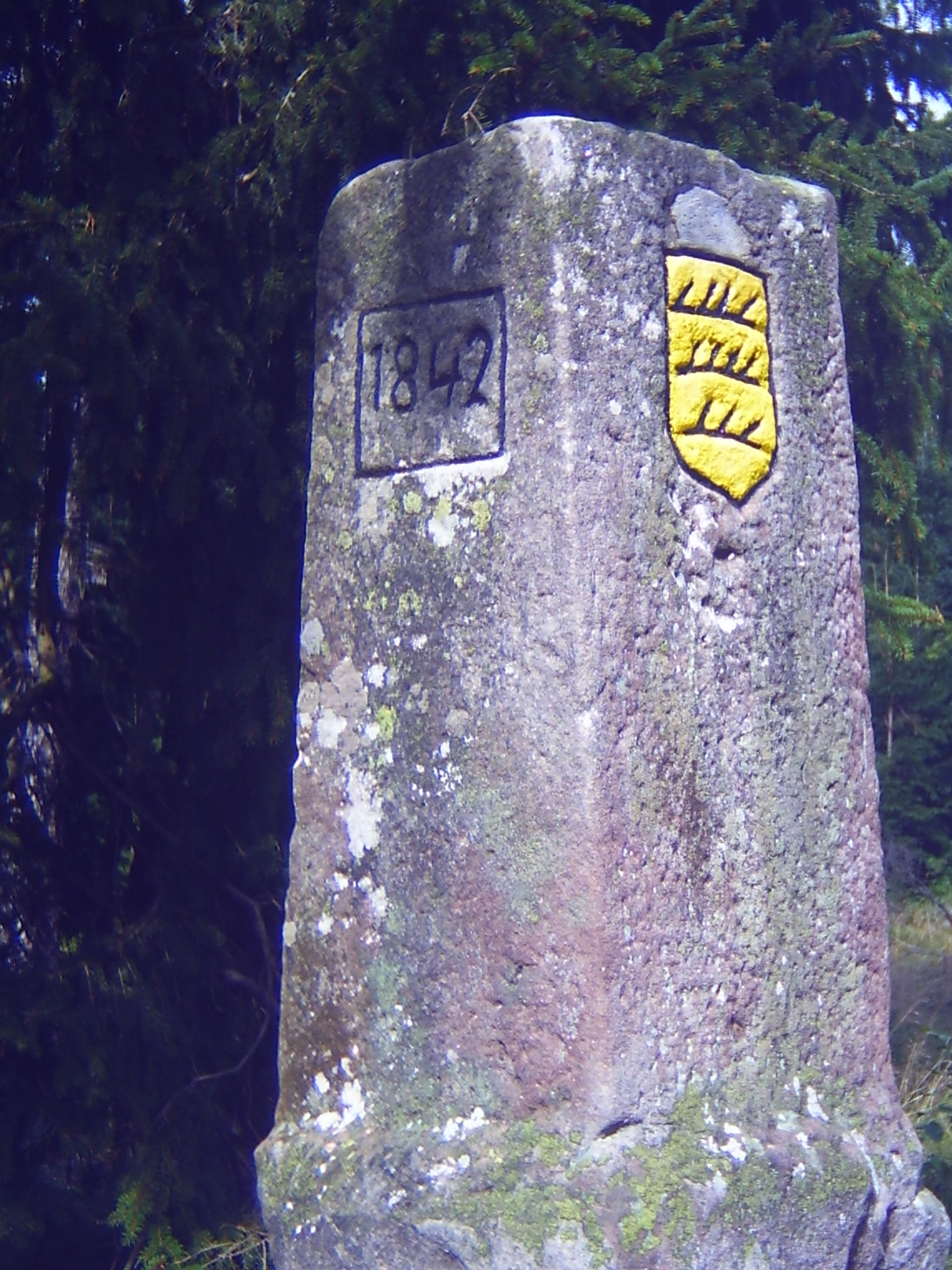
Marco na fronteira entre Baden e Württemberg.

O Ducado de Württemberg foi um estado situado na região Sudoeste da Alemanha. Fez parte do Sacro Império Romano-Germânico entre 1495 e 1806. A longa duração do ducado é justificada pela sua dimensão geográfica, maior que as regiões vizinhas.Durante a Reforma Protestante, Württemberg assitiu a uma grande pressão do Sacro Império Romano para se manter como membro. Württemberg resistiu contra sucessivas invasões francesas nos séculos XVII e XVIII. O ducado situava-se no caminho entre os exércitos franceses e austríacos que se encontravam, há muito, em contínua rivalidade, em particular entre a Casa de Bourbon e a Casa de Habsburgo. Em 1803, Napoleão Bonaparte promoveu o ducado a Eleitorado de Württemberg do Sacro Império Romano, e quando aboliu o Império em 1806, o Eleitorado foi elevado a Reino de Württemberg.